# V522 Возничего
V522 Возничего (лат. V522 Aurigae) — одиночная переменная звезда в созвездии Возничего на расстоянии (вычисленном из значения параллакса) приблизительно 9833 световых лет (около 3015 парсеков) от Солнца. Видимая звёздная величина звезды — от +12m до +10,9m.

## Характеристики
V522 Возничего — красная пульсирующая полуправильная переменная звезда типа SRA (SRA:) спектрального класса M. Эффективная температура — около 3298 K.